# مات غوس
مات غوس (بالإنجليزية: Matt Goss)‏ هو مغن مؤلف ومنتج أسطوانات ومغني بريطاني، ولد في 29 سبتمبر 1968 في لندن في المملكة المتحدة.

## وصلات خارجية
- الموقع الرسمي
- مات غوس على موقع IMDb (الإنجليزية)
- مات غوس على موقع ميوزك برينز (الإنجليزية)
- مات غوس على موقع إن إن دي بي (الإنجليزية)
- مات غوس على موقع أول ميوزيك (الإنجليزية)
- مات غوس على موقع ديسكوغز (الإنجليزية)